# Eurohound
Un Eurohound, couramment appelé European Sled Dog (ESD) ou plus rarement Scandinavian Hound est un chien de traîneau et de course (canicross, etc...) issu d'un croisement entre un Alaskan Husky et un pointer, principalement utilisé sur courte et moyenne distances.

## Histoire
Les premiers croisements à l'origine de la race semblent avoir été réalisés en Scandinavie, entre le pointer allemand à poils courts et l'Alaskan Husky, dans le but d'obtenir de meilleurs chiens de traîneau. L'Eurohound s'est vite répandu à travers le monde grâce à son potentiel de vitesse sur les courses de sprint et mi-distance. 

## Description
C'est un des chiens d'attelage les plus aboutis dans le monde[réf. nécessaire], combinant la faculté de trait innée du Husky et l'enthousiasme du Pointer ainsi que ses capacités athlétiques. Le pourcentage de Pointer varie en fonction des courses sur lesquelles le chien sera engagé (parcours plus ou moins long, et climat plus ou moins froid).
Les chiens sont référés comme hybrides, parce qu'ils viennent de deux souches de gènes soigneusement sélectionnés mais sans rapport entre elles. Le chien de sprint Alaskan husky a été élevé pour l'attelage puisque les courses de chiens de traîneau ont commencé en Alaska. Le german shorthaired Pointer et la souche de pointer anglais sont soumis à des critères physiques en tant que races inscrites au L.O.F., mais ils ont été aussi élevés pour la chasse, entre autres. Les pointers scandinaves desquels le premier eurohound est venu, avaient été historiquement utilisés pour la course de chiens de traîneau et la chasse. 
L'apparence varie, s’agissant d'un chien élevé pour l'exécution au lieu de l'apparence, mais quelques caractéristiques sont communes à plus de 50 % : ce sont des oreilles demi-tombées, une robe noire flammée de blanc (selon la photo), ou unie avec des taches par endroits, quelques chiens complètement tachetés apparaissent aussi. Une fois le pourcentage de pointer en baisse, les chiens commencent à ressembler plus aux Alaskans huskies.